# Seznam měst v Litvě

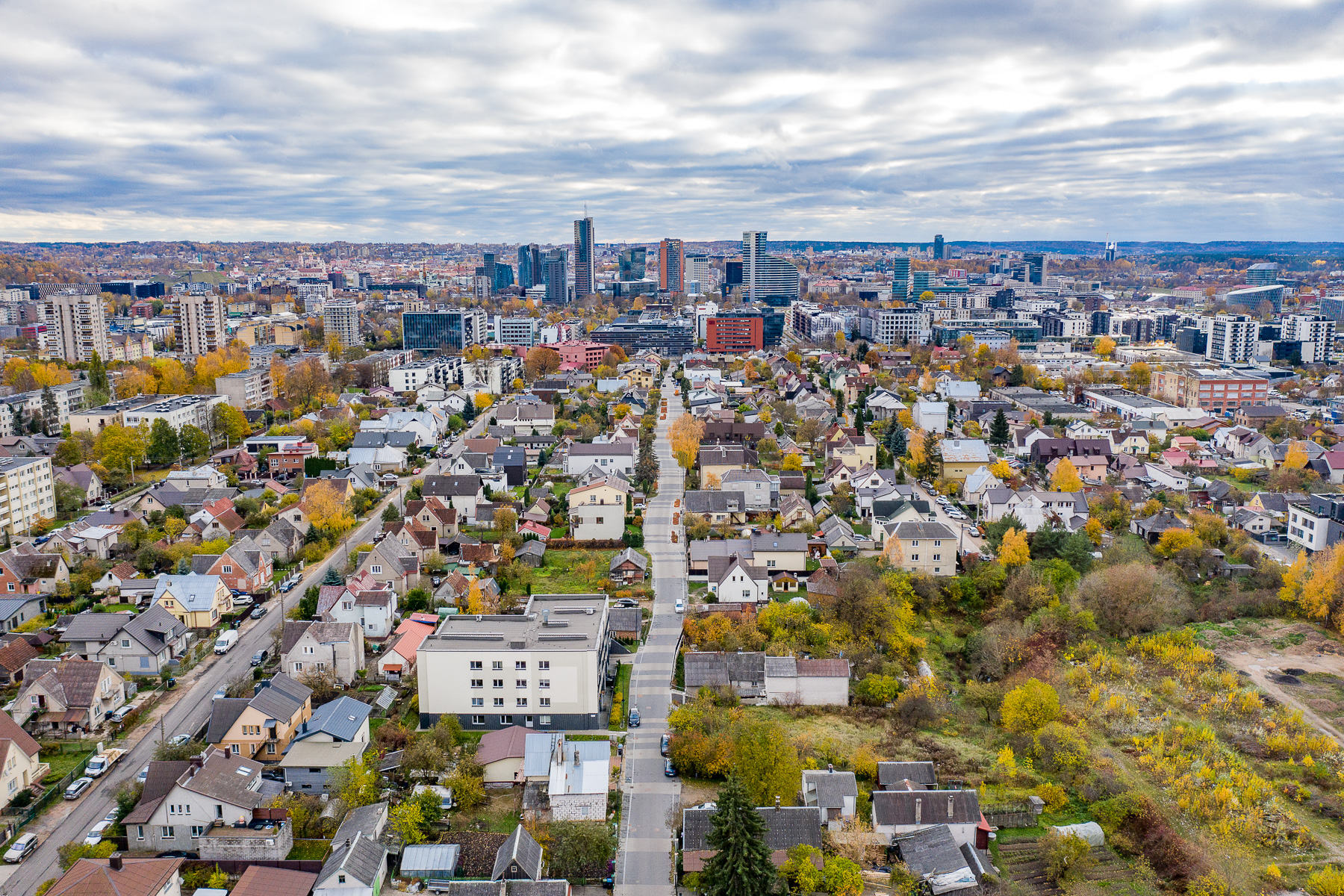
Předměstí Vilniusu, největšího města v Litvě

Podle údajů Litevského departmentu statistiky z roku 2009 je v Litvě 103 měst. Dále jsou uvedeny údaje z archívu Litevského departmentu statistiky. Samotný termín „město“ je v Litvě zákony definován jako kompaktní městská oblast s více než 3 000 obyvateli, z nichž alespoň dvě třetiny pracují v průmyslu nebo v sektoru služeb. Osady s méně než 3 000 obyvateli, ale s historickým statutem města, jsou stále také považovány za města. Menší osady jsou nazývány „miestelis“, což lze překládat jako „městečka“. Ještě menší osady (kupř. vesnice) se nazývají „kaimas“. Často je ovšem oficiální status nejasný a lidé označují jak městečka, tak vesnice jako „gyvenvietė“, což v podstatě znamená osadu.
Z více než 100 litevských měst má pouze 14 z nich populaci nad 20 000 obyvatel. Města jsou poměrně rovnoměrně rozložena po celém území Litvy. Při sčítání lidu v roce 2001 žilo ve městech 66,7 % obyvatel. Při sčítání lidu v roce 2021 se pak tento podíl zvýšil na 68,2 % obyvatel.

## Historický vývoj
Litevská města se začala formovat okolo 13. až 14. století společně s Litevským velkoknížectvím. Prvním městem, které získalo městská práva, byla Klaipėda. Dle středověkého práva mělo město právo mít své vlastní trhy, hospody, cechy, soudy atd. Některá bývalá města ztratila svůj statut a jsou nyní pouze městečky nebo vesnicemi, například Kernavė, nebo Merkinė. Většina měst v Litvě byla založena před 18. stoletím, jejich poloha byla většinou ovlivňována obchodními a dopravními cestami. Některá z novějších měst vznikla díky stavbě železnic, mezi taková patří třeba Kaišiadorys, Vievis, Radviliškis, Ignalina a Mažeikiai. Ve 20. století rostla města v blízkosti velkých průmyslových center, například Visaginas, Elektrėnai a Naujoji Akmenė. Pět měst (Birštonas, Druskininkai, Neringa, Palanga a Anykščiai) nesou zvláštní statut lázeňského města.

## Gramatika
Pomnožné číslo má většina názvů litevských obcí, nejčastěji takové, které mají zakončení na -ai nebo měkce na -iai (všechny názvy tohoto typu); tyto jsou rodu mužského. Z názvů jiného typu, které jsou v (po)množném čísle lze namátkou jmenovat:
rod ž. mn. č., -os: Dusetos, Širvintos, Salos, Viešintos, Vyžuonos; 

rod ž. mn. č., -ės: Eišiškės, Rūdiškės, Grigiškės, Semeliškės, Dieveniškės, Krakės; 

rod m. mn. č., -ys: (zde je to případ od případu různé!): Kaišiadorys, Švenčionys, Bezdonys, Butrimonys, Skiemonys, Šimonys; 

ale: rod m. jedn. č., -ys: (zde je to případ od případu různé!): Pandėlys, Panevėžys, Pasvalys, Papilys, Pašušvys, Pašvitinys, Skaistgirys, Vadžgirys, Žaiginys

Názvy obcí, zakončené na -a nebo -ė jsou v jedn. č. rod ž., zakončené na -as jsou v jedn. č. rod m., zakončené na -is jsou v jedn. č. rod m. nebo rod ž., zakončené na -ius jsou v jedn. č. rod m.

## Abecední seznam
| Město               | Vzdálenost od Vilniusu, km | První zmínka        | Městská práva od roku        | Kraj          | Počet obyvatel (r. 2005) |
| ------------------- | -------------------------- | ------------------- | ---------------------------- | ------------- | ------------------------ |
| Akmenė              | 274                        | 1511                | 1792                         | Šiauliaiský   | 2 973                    |
| Alytus              | 101                        | 1377                | 1581                         | Alytuský      | 69 859                   |
| Anykščiai           | 107                        | 1442                | 1792                         | Utenský       | 11 757                   |
| Ariogala            | 148                        | 1253                | 1792                         | Kaunaský      | 3 627                    |
| Baltoji Vokė        | 35                         | 1950                | 1958                         | Vilniuský     | 1 075                    |
| Birštonas           | 91                         | 1387                | 1946                         | Kaunaský      | 3 138                    |
| Biržai              | 202                        | 15. století         | 1589                         | Panevėžyský   | 14 999                   |
| Daugai              | 88                         | 13. – 14. století   | 1792                         | Alytuský      | 1 453                    |
| Druskininkai        | 127                        | 1635                | 1946                         | Alytuský      | 16 890                   |
| Dūkštas             | 136                        | 1737                | 1956                         | Utenský       | 992                      |
| Dusetos             | 134                        | 1519                | 1950                         | Utenský       | 4 211                    |
| Eišiškės            | 71                         | 1384                | 1950                         | Vilniuský     | 3 688                    |
| Elektrėnai          | 48                         | 1960                | 1962                         | Vilniuský     | 13 819                   |
| Ežerėlis            | 127                        | 1918                | 1956                         | Kaunaský      | 2 066                    |
| Gargždai            | 292                        | 1253                | 1792                         | Klaipėdský    | 17 011                   |
| Garliava            | 111                        | 1809                | 1958                         | Kaunaský      | 13 423                   |
| Gelgaudiškis        | 178                        | konec 15. století   | 1958                         | Marijampolský | 1 985                    |
| Grigiškės           | 16                         | 1923                | 1958                         | Vilniuský     | 11 566                   |
| Ignalina            | 110                        | 1810                | 1950                         | Utenský       | 6 307                    |
| Jieznas             | 80                         | 1492                | 1956                         | Kaunaský      | 1 423                    |
| Jonava              | 102                        | 1740                | 1924                         | Kaunaský      | 34 782                   |
| Joniškėlis          | 179                        | střed 17. století   | 1950                         | Panevėžyský   | 1 432                    |
| Joniškis            | 227                        | 1523                | 1616                         | Šiauliaiský   | 11 129                   |
| Jurbarkas           | 188                        | 1258                | 1611                         | Tauragėský    | 13 625                   |
| Kaišiadorys         | 71                         | 1782                | 1946                         | Kaunaský      | 9 734                    |
| Kalvarija           | 155                        | 1640                | 1791                         | Marijampolský | 5 066                    |
| Kaunas              | 102                        | 1361                | 1408                         | Kaunaský      | 364 059                  |
| Kavarskas           | 95                         | 15. století         | 1956                         | Utenský       | 753                      |
| Kazlų Rūda          | 136                        | 1737                | 1950                         | Marijampolský | 7 330                    |
| Kėdainiai           | 130                        | 1372                | 1590                         | Kaunaský      | 31 613                   |
| Kelmė               | 225                        | 1295                | 1947                         | Šiauliaiský   | 10 597                   |
| Klaipėda            | 311                        | 1252                | 1257–1258                    | Klaipėdský    | 188 767                  |
| Kretinga            | 314                        | 1253                | 1609                         | Klaipėdský    | 21 425                   |
| Kudirkos Naumiestis | 180                        | 1560                | 1643                         | Marijampolský | 1 951                    |
| Kupiškis            | 153                        | zač. 16. století    | 1791–1792                    | Panevėžyský   | 8 243                    |
| Kuršėnai            | 239                        | 1561–1563           | 1946                         | Šiauliaiský   | 13 854                   |
| Kybartai            | 178                        | 1561                | 1924                         | Marijampolský | 6 395                    |
| Lazdijai            | 145                        | 1561                | 1597                         | Alytuský      | 5 027                    |
| Lentvaris           | 18                         | 1596                | 1946                         | Vilniuský     | 11 832                   |
| Linkuva             | 199                        | 14. století         | 1950                         | Šiauliaiský   | 1 770                    |
| Marijampolė         | 138                        | 1667                | 1792                         | Marijampolský | 47 693                   |
| Mažeikiai           | 291                        | 16. století         | 1924                         | Telšiaiský    | 41 389                   |
| Molėtai             | 64                         | 1387                | 1956                         | Utenský       | 7 059                    |
| Naujoji Akmenė      | 269                        | 1952                | 1952                         | Šiauliaiský   | 11 748                   |
| Nemenčinė           | 23                         | 1338                | 1955                         | Vilniuský     | 5 885                    |
| Neringa             | 358                        | 1385                | 1961                         | Klaipėdský    | 2 834                    |
| Obeliai             | 158                        | 1519                | 1956                         | Panevėžyský   | 1 335                    |
| Pabradė             | 48                         | 2. pol. 15. století | 1946                         | Vilniuský     | 6 398                    |
| Pagėgiai            | 247                        | 1281                | 1946                         | Tauragėský    | 2 321                    |
| Pakruojis           | 184                        | 1531                | 1950                         | Šiauliaiský   | 5 998                    |
| Palanga             | 326                        | 1253                | 1791–1792                    | Klaipėdský    | 17 611                   |
| Pandėlys            | 181                        | 1591                | 1956                         | Panevėžyský   | 985                      |
| Panemunė            | 246                        | 19. století         | 1968                         | Tauragėský    | 324                      |
| Panevėžys           | 136                        | 1503                | 1791–1792                    | Panevėžyský   | 116 247                  |
| Pasvalys            | 182                        | konec 13. století   | 1946                         | Panevėžyský   | 8 562                    |
| Plungė              | 287                        | 1567                | 1792                         | Telšiaiský    | 23 246                   |
| Priekulė            | 307                        | 1. pol. 16. století | 1946                         | Klaipėdský    | 1 690                    |
| Prienai             | 101                        | 1502                | 1791                         | Kaunaský      | 11 131                   |
| Radviliškis         | 191                        | zač. 16. století    | 1924–1926                    | Šiauliaiský   | 19 883                   |
| Ramygala            | 146                        | 13. století         | 1956                         | Panevėžyský   | 1 678                    |
| Raseiniai           | 178                        | 1253                | 1792                         | Kaunaský      | 12 305                   |
| Rietavas            | 263                        | 1253                | 1792                         | Telšiaiský    | 3 937                    |
| Rokiškis            | 155                        | 1499                | 1924                         | Panevėžyský   | 16 118                   |
| Rūdiškės            | 41                         | 1774                | 1958                         | Vilniuský     | 2 527                    |
| Salantai            | 311                        | 1556                | 1950                         | Klaipėdský    | 1 887                    |
| Seda                | 304                        | zač. 16. století    | 1950                         | Telšiaiský    | 1 260                    |
| Simnas              | 128                        | 1382                | 1626                         | Alytuský      | 1 940                    |
| Skaudvilė           | 212                        | 1760                | 1950                         | Tauragėský    | 2 081                    |
| Skuodas             | 337                        | 1253                | 1572                         | Klaipėdský    | 7 598                    |
| Smalininkai         | 200                        | konec 15. století   | 1946                         | Tauragėský    | 644                      |
| Subačius            | 165                        | 1873                | 1958                         | Panevėžyský   | 1 122                    |
| Šakiai              | 164                        | 1599                | 1. pol. 19. století          | Marijampolský | 6 605                    |
| Šalčininkai         | 46                         | 1311                | 1956                         | Vilniuský     | 6 644                    |
| Šeduva              | 176                        | zač. 16. století    | 1654                         | Šiauliaiský   | 3 270                    |
| Šiauliai            | 213                        | 1236                | 1713                         | Šiauliaiský   | 130 020                  |
| Šilalė              | 245                        | zač. 16. století    | 1952                         | Tauragėský    | 6 157                    |
| Šilutė              | 286                        | 1511                | 1941                         | Klaipėdský    | 21 258                   |
| Širvintos           | 51                         | 14. – 15. století   | 1950                         | Vilniuský     | 7 176                    |
| Švenčionėliai       | 97                         | 1861                | 1939                         | Vilniuský     | 6 585                    |
| Švenčionys          | 84                         | 13. – 14. století   | 1800                         | Vilniuský     | 5 658                    |
| Tauragė             | 230                        | 1499                | 1924                         | Tauragėský    | 28 504                   |
| Telšiai             | 285                        | 1450                | 1791                         | Telšiaiský    | 30 539                   |
| Trakai              | 27                         | 13. – 14. století   | konec 14. – zač. 15. století | Vilniuský     | 5 504                    |
| Troškūnai           | 126                        | 1506                | 1956                         | Utenský       | 534                      |
| Tytuvėnai           | 203                        | konec 15. století   | 1956                         | Šiauliaiský   | 2 775                    |
| Ukmergė             | 72                         | 13. – 14. století   | 1792                         | Vilniuský     | 28 006                   |
| Utena               | 96                         | 1261                | 1924–1926                    | Utenský       | 33 086                   |
| Užventis            | 249                        | 1527                | 1956                         | Šiauliaiský   | 844                      |
| Vabalninkas         | 176                        | 1554                | 1795                         | Panevėžyský   | 1 225                    |
| Varėna              | 84                         | 1413                | 1946                         | Alytuský      | 10 555                   |
| Varniai             | 253                        | 1314                | 1417                         | Telšiaiský    | 1 310                    |
| Veisiejai           | 139                        | 1501                | 1956                         | Alytuský      | 1 673                    |
| Venta               | 268                        | 1966                | 1978                         | Šiauliaiský   | 3 221                    |
| Viekšniai           | 280                        | 1253                | 1725                         | Telšiaiský    | 2 248                    |
| Vievis              | 37                         | 1522                | 1950                         | Vilniuský     | 5 246                    |
| Vilkaviškis         | 161                        | zač. 16. století    | 1660                         | Marijampolský | 13 102                   |
| Vilkija             | 131                        | 1364                | 1792                         | Kaunaský      | 2 326                    |
| Vilnius             | 0                          | 1323                | 1387                         | Vilniuský     | 541 278                  |
| Virbalis            | 174                        | 1536                | 1593                         | Marijampolský | 1 314                    |
| Visaginas           | 152                        | 1975                | 1977                         | Utenský       | 28 438                   |
| Zarasai             | 145                        | 15. století         | 1843                         | Utenský       | 8 001                    |
| Žagarė              | 259                        | 1253                | 1924                         | Šiauliaiský   | 2 208                    |
| Žiežmariai          | 63                         | 1348                | 1792                         | Kaunaský      | 3 852                    |

## Největší města dle počtu obyvatel
Údaje o počtu obyvatel jsou z roku 2024.
1. Vilnius – 605 270 obyv.
2. Kaunas – 304 210 obyv.
3. Klaipėda – 160 357 obyv.
4. Šiauliai – 112 581 obyv.
5. Panevėžys – 86 606 obyv.
6. Alytus – 51 353 obyv.
7. Marijampolė – 36 704 obyv.
8. Mažeikiai – 33 377 obyv.
9. Utena – 27 763 obyv.
10. Jonava – 26 838 obyv.

## Seznamy měst podle hustoty obyvatelstva

### Nejhustěji obydlená města v Litvě
1. Jonava – 3 201,0 obyv./km²
2. Mažeikiai – 2 869,0 obyv./km²
3. Kaunas – 2 221,0 obyv./km²
4. Marijampolė – 2 203,0 obyv./km²
5. Panevėžys – 2 153,0 obyv./km²
6. Utena – 2 115,0 obyv./km²
7. Klaipėda – 1 864,0 obyv./km²
8. Tauragė – 1 752,0 obyv./km²
9. Šiauliai – 1 426,0 obyv./km²
10. Alytus – 1 392,0 obyv./km²
11. Vilnius – 1 369,0 obyv./km²

### Nejřidčeji obydlená města v Litvě
1. Neringa – 31,5 obyv./km²
2. Palanga – 222,9 obyv./km²
3. Visaginas – 495,3 obyv./km²

## Mapy

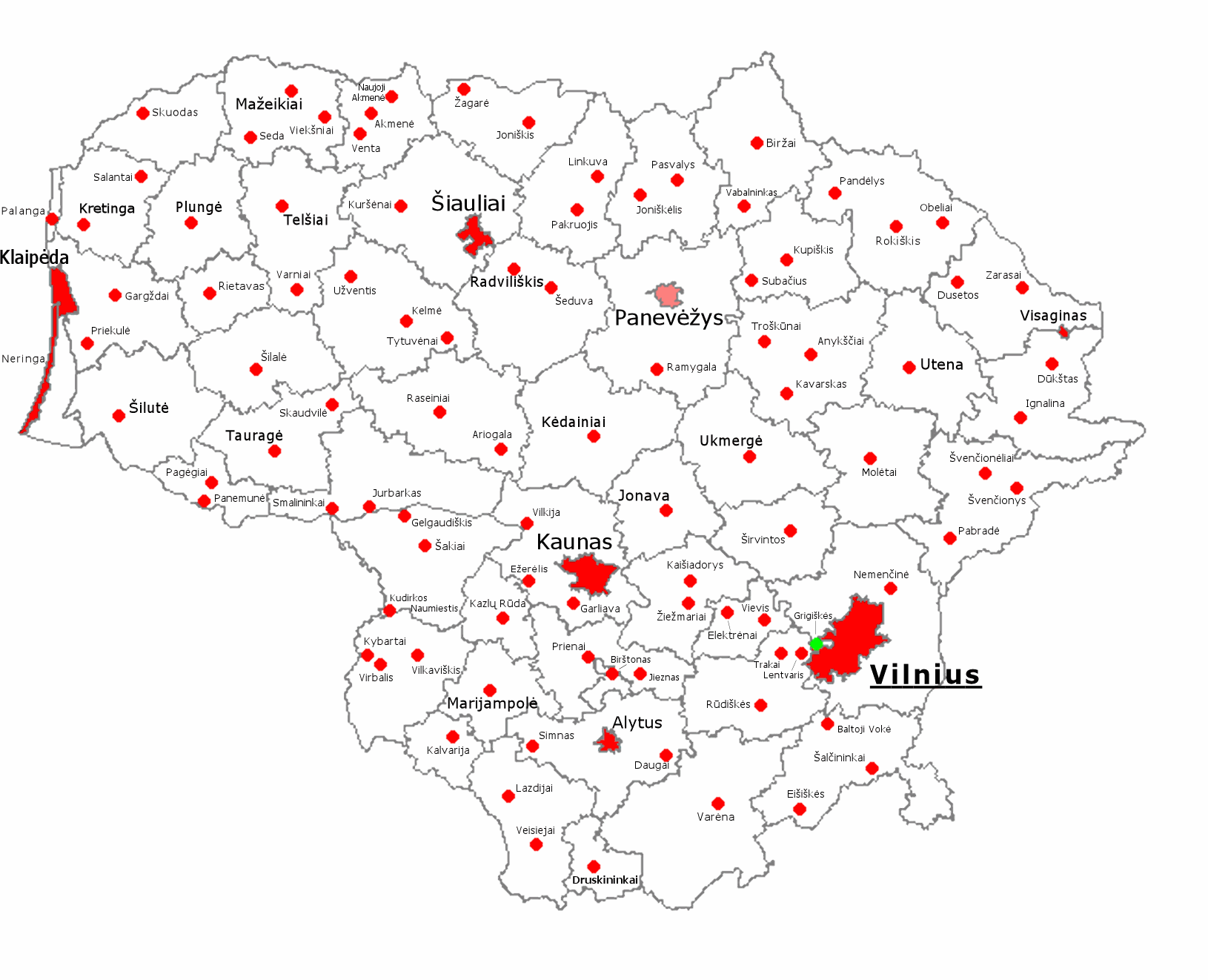
Na mapě jsou větší města zvýrazněna větším písmem.

Správní dělení Litvy, klikací mapka s okresy